# のんびりアルパカ牧場
のんびりアルパカ牧場（のんびりアルパカぼくじょう）とは、福島県郡山市三穂田町にある観光牧場。ふくしまリゾート株式会社が運営している。

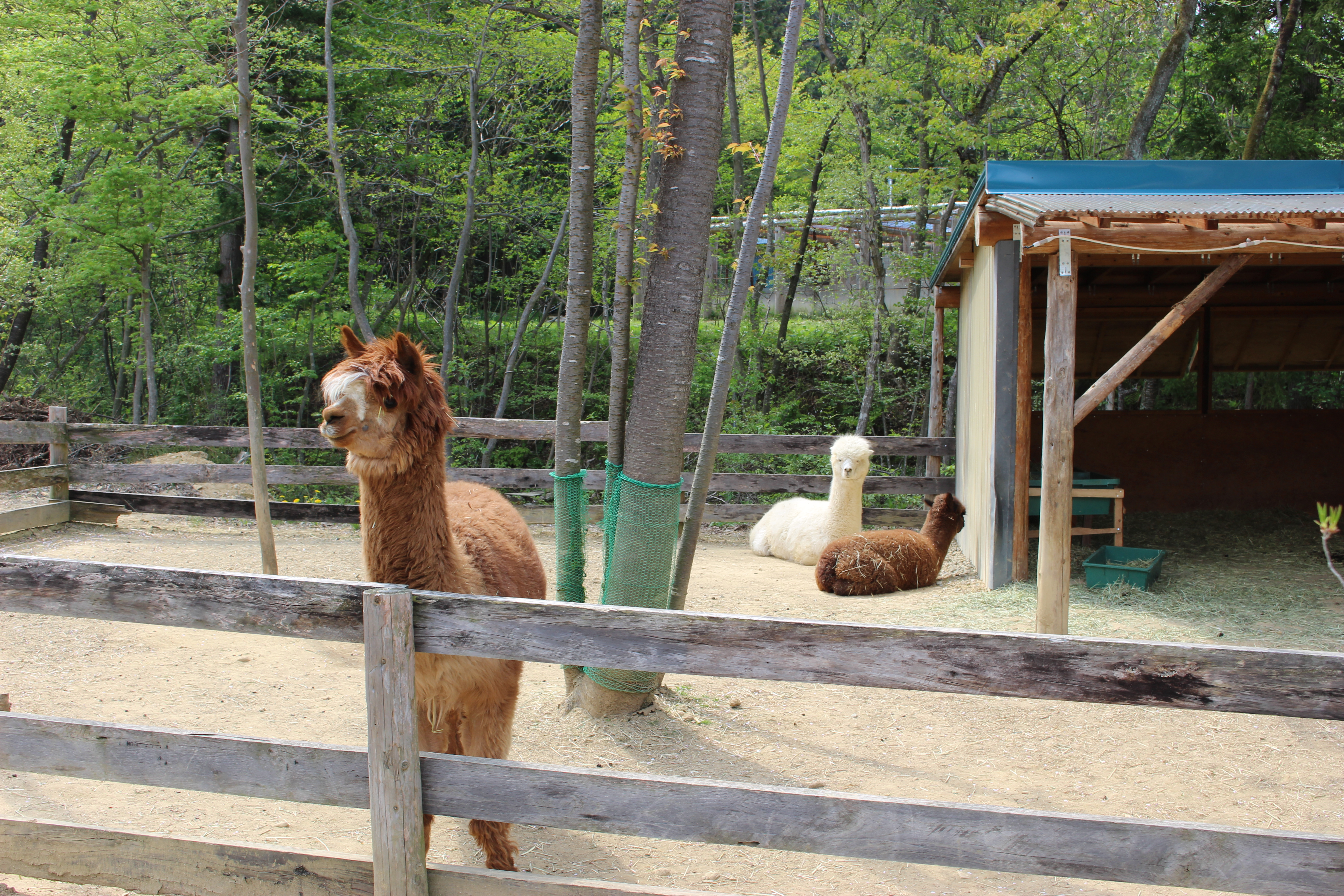
飼育されているアルパカ（2015年4月撮影）

## 概要
のんびり温泉から車で10分ほどののんびり温泉イワナの里内にある観光牧場。アルパカの他にミニチュアホースやヒツジも飼育されている。
飼育されているアルパカは、2004年の新潟県中越地震で被災した旧山古志村に米コロラド州から贈られたものだったが、「福島の復興にも役立てたい」と当牧場のオーナーが譲り受けたものである。
また、牧場があるイワナの里では、イワナ釣りなどができる他、温泉で養殖されたフグ料理も楽しめる。

## 所在地
- 〒963-0125 福島県郡山市三穂田町富岡字武士沢28-1

## 施設概要
- 営業時間：9時～17時
- 休業日：年中無休
- 入場料は無料であるが、エサ代や設備管理のための募金箱が設置されている。

## 周辺
- のんびり温泉 - 5kmほど離れた場所にある姉妹施設の日帰り温泉
- アジサイロード - のんびり温泉付近の県道や市道沿い約3kmに約1000株ほどのアジサイが植えられた通り
- 高旗観光ぶどう園（休業中） - ぶどう食べ放題の観光用農園

## 交通アクセス
- 東北自動車道郡山南インターチェンジより車で約20分。
- JR各線「郡山駅」から下守屋行き路線バス（福島交通）にて「塩の原」バス停下車、徒歩約25分[2]。